# وادي طلعة
وادي طلعة (بضم الطاء وفتح اللام) هو واد في تهامة بلاد بلقرن في العرضيات تسيل مياهه من جبال ثميدة باتجاه الشمال حتى يرفد وادي قنونا شمالي قرية كيهف، وعند مصبه قرية طلعة لبلحارث بلقرن.